# Suzuka Ōgo
Suzuka Ōgo (大後 寿々花?, Ōgo Suzuka; Kanagawa, 5 agosto 1993) è un'attrice giapponese naturalizzata statunitense.

## Biografia
Ha iniziato a recitare a 7 anni, quando entra in una compagnia teatrale. Alla fine del 2005 debutta a Hollywood col suo primo film davvero importante, Memorie di una geisha. L'anno successivo, in Baruto no Gakuen, ambientato durante gli anni della prima guerra mondiale, interpreta la parte d'una ragazza tedesco-giapponese che cerca di ritrovare il padre disperso.
Nel 2008 ha prestato la sua voce per il doppiaggio di Michiko to Hatchin. Fin dal 2002 inoltre ha interpretato vari ruoli in molti dorama popolari.

## Curiosità
Oltre alla recitazione, frequenta la scuola ed ha una varietà di hobby, tra cui cerimonia del tè, ikebana, danza classica e pianoforte.

## Filmografia

### Televisione
- 2002: Gokusen (serie televisiva) (ごくせん?) (Nippon TV)
- 2002: Hito ni Yasashiku (人にやさしく?) (Fuji TV)
- 2003-04: Dr. Coto's Clinic (Dr.コトー診療所?, Dr. Koto Shinryōjo) (Fuji TV)
- 2003: Ai no Ie ~Nakimushi Sato to Shichinin no Ko~ (愛の家～泣き虫サトと7人の子～?) (NHK)
- 2004: Dr. Kotō: Shinryojō 2004 (Dr. Coto's Clinic 2004?, Dr.コトー診療所2004) (Fuji TV)
- 2005: Aikurushī (あいくるしい?) (TBS)
- 2006: Shibō Suitei Jikoku (死亡推定時刻?) (Fuji TV)
- 2006: Dr. Kotō: Shinryojō 2006 (Dr.コトー診療所2006?) (Fuji TV)
- 2007: Sexy Voice and Robo (セクシーボイスアンドロボ?) (Nippon TV)
- 2007: Galileo (ガリレオ?) (Fuji TV)
- 2007: Churaumi Karano Nengajyou (美ら海からの年賀状?) (Fuji TV)
- 2008: Hitomi (瞳?) (NHK)
- 2008: Shibatora~Dōgaokeiji・Sibata Taketora~ (シバトラ～童顔刑事・柴田竹虎～?) (Fuji TV)
- 2009: Samurai High School
- 2013: Dai Ni Gakusho (NHK)
- 2014: Ashita, mama ga inai

### Cinema
- 2003: Ultraman Cosmos vs Ultraman Justice - THE FINAL BATTLE (ウルトラマンコスモスVSウルトラマンジャスティス THE FINAL BATTLE?)
- 2005: Kita No Zeronen (北の零年?)
- 2005: Memorie di una geisha
- 2006: Bart no Gakuen (バルトの楽園?)
- 2007: Tōku no Sora ni Kieta (遠くの空に消えた?)
- 2008: Guu-Guu Datte Neko de Aru (グーグーだって猫である?)
- 2009: Kamui Gaiden (カムイ外伝?)
- 2009: Onnanoko monogatari
- 2009: Oppai bare
- 2011: Kamifusen
- The Kirishima Thing (桐島、部活やめるってよ?, Kirishima, bukatsu yamerutte yo), regia di Daihachi Yoshida (2012)
- 2012: Umarekawari No Monogatari

### Doppiaggio
- 2007: Il professor Layton e lo scrigno di Pandora (Katia Anderson, Sofia)
- 2008: Michiko e Hatchin (Hatchin)